# Azteca ovaticeps
Azteca ovaticeps är en myrart som beskrevs av Auguste-Henri Forel 1904. Azteca ovaticeps ingår i släktet Azteca och familjen myror. Inga underarter finns listade.